# شهرستان لس آلاموس (نیومکزیکو)
شهرستان لس آلاموس، نیومکزیکو (به انگلیسی: Los Alamos County, New Mexico) یک سکونتگاه مسکونی در ایالات متحده آمریکا است که در نیومکزیکو واقع شده‌است.

## جغرافیا
طبق اداره سرشماری ایالات متحده، مساحت این شهرستان ۱۰۹ مایل مربع (۲۸۰ کیلومتر مربع) است که ۱۰۹ مایل مربع (۲۸۰ کیلومتر مربع) خشکی و ۰٫۰۹ مایل مربع (۰٫۲۳ کیلومتر مربع) (۰٫۰۸٪) آب است. این کوچک‌ترین شهرستان از نظر منطقه در نیومکزیکو است. آب آزاد قابل توجهی در شهرستان وجود ندارد. بلندترین نقطه این شهرستان در امتداد مرز شمالی آن، در نزدیکی قله کوه کابالو، در ۱۰۴۸۰ فوت (۳۱۹۰ متر) بالاتر از سطح دریا واقع شده‌است.

### شهرستان‌های مجاور
- شهرستان ریو آریبا - شمال شرقی
- شهرستان سنتافه – شرق
- شهرستان سندووال - جنوب، غرب، شمال (و منطقه ساندووال در شرق)

### پوئبلوها با قلمروهای مجاور
- سانتا کلارا پوئبلو - شمال شرقی
- سن الدیفونسو پوئبلو – شرق

### مناطق حفاظت شده ملی
- بنای یادبود ملی باندلیر (بخش)
- جنگل ملی سانتافه (بخش)

## خصوصیات
شهرستان لس آلاموس ۲۸۲٫۳۱ کیلومترمربع مساحت دارد.